# Copelatus stavropolitanus
Copelatus stavropolitanus là một loài bọ cánh cứng trong họ Bọ nước. Loài này được Riha miêu tả khoa học năm 1974.